# Najma Chaudhury
Najma Chaudhury, née le 26 février 1942 à Sylhet et morte le 8 août 2021, est une universitaire bangladaise. Elle est une pionnière dans les études de la femme au Bangladesh. Elle crée le département des études de genres et de la femme à l’université de Dacca en 2000. Elle était conseillère dans le premier gouvernement intermédiaire bangladais en 1996. Elle est également récipiendaire de la médaille d’Ekushey Padak pour ses recherches en 2008.

## Jeunesse et éducation
Chaudhury est née le 26 février 1942 à Sylhet. Elle est le troisième enfant d’Imamuzzaman Chaudhury et Amirunnesa Khatun mais devint rapidement l’aînée de la famille après la mort des deux enfants précédents du couple. Son père était ingénieur. Elle commença ses études à Assam en Inde avant de suivre sa famille à Dacca et Râjshâhî où son père fut muté. Elle fréquenta dès lors la Bidya Mandir School à Dacca puis la PN Girls’ School de Râjshânî. Elle réussit le concours d’entrée de la Kamrunnesa Girls’ School en 1956. Elle se classa huitième parmi les filles de l’enseignement secondaire du Pakistan oriental. Elle obtient l’équivalent bangladais du baccalauréat au Holy Cross College de Dacca, obtenant la neuvième place dans la liste du mérite de l’enseignement secondaire supérieure du Pakistan oriental.
Najma obtint sa licence et son master en Sciences politiques au sein de l’Université de Dacca.

## Carrière
Chaudhury commença sa carrière comme lectrice du département des Sciences politiques de l’Université de Dacca en 1963.
En 1966, elle décrocha une bourse d’études du Commonwealth pour la réalisation d’un doctorat au sein de la SOAS (School of Oriental and African Studies) de l’Université de Londres. Après l’obtention de son doctorat, elle retourna au Bangladesh en 1972. Elle fut présidente du département des Sciences Politiques de l’Université de Dacca entre 1984 et 1987 et introduisit des cours sur l’empouvoirement et le développement des femmes au sein du département.
Najma fut également une chercheuse invitée auprès de l’Université du Minnesota en 1988 dans le cadre d’un programme Fulbright d’une durée de trois mois.
De par ses efforts et ceux de quelques autres collègues, un département d’études de genres et des femmes fut mis en place à l’Université de Dacca en 2000. Elle rejoignit le département comme professeure en 2003 avant d’en devenir la directrice. Elle obtient le statut de professeure émérite au sein de l’université.
En parallèle, en 1996, elle faisait partie du premier gouvernement intérimaire du Bangladesh, en poste au sein du ministère de la femme et des enfants mais aussi du ministère des affaires sociales et du travail.

## Travaux publiés
Amie de Barbara Nelson, elles publièrent ensemble l’ouvrage Women and Politics Worldwide en 1994 qui obtint le prix Victoria Schuck l’année suivante.
Najma fut présente deux fois à l’assemblée générale des Nations Unies, en 1978 et 1986 en tant que représentante du Bangladesh. Elle participa également à la conférence générale de l’UNESCO en 1980, à Belgrade mais aussi aux conférences mondiales sur les femmes, à Nairobi en 1985 et à Pékin en 1995. Elle fut également présidente du mouvement « Women for Women ».

## Vie personnelle
Najma épousa Mainur Reza Chaudhury en 1961, ce dernier était alors étudiant du département d’Anglais au sein de l’Université de Dacca avant de devenir chef de la Cour Suprême du Bangladesh. Il mourut en 2004. Le couple eut deux filles, Lamiya et Bushra Hasina.
Elle meurt le 8 août 2021 à l'âge de 79 ans, des suites de complications liées au Covid-19.

## Prix
Najma reçut la médaille Ekushey Padak pour ses recherches en 2008, avant cela elle fut honorée du prix Rokeya Chair en 2007.